# Christian Niemeyer (Erziehungswissenschaftler)
Christian Niemeyer (* 1. März 1952 in Hameln) ist ein deutscher Erziehungswissenschaftler, Psychologe und Hochschullehrer. Von 1992 bis zu seiner Emeritierung im Jahr 2017 wirkte er als Lehrstuhlinhaber für Sozialpädagogik an der Technischen Universität Dresden. Schwerpunkt seiner wissenschaftlichen Arbeit ist u. a. die Forschung zu Friedrich Nietzsche, zur Sozialpädagogik und zur Jugendbewegung, in jüngerer Zeit veröffentlicht er auch zur Neuen Rechten bzw. AfD.

## Leben
Niemeyer studierte Pädagogik an der Universität Münster (Diplom 1978) sowie Psychologie an der FU Berlin (Diplom 1982). Er promovierte 1980 an der Universität Münster zum Dr. phil. Er habilitierte 1987 an der FU Berlin in Erziehungswissenschaft mit seiner Habilitationsschrift zur Professionalisierungstheorie. Von 1979 bis 1986 war Niemeyer wissenschaftlicher Mitarbeiter an der FU Berlin, von 1987 bis 1989 dort Privatdozent, ehe er einen Ruf auf eine Professur für Sozialpädagogik ebendort erhielt. Ab 1993 war er Inhaber der Professur für Sozialpädagogik mit Schwerpunkt „Erziehung und Bildung“ und „Erziehung in früher Kindheit“ am Institut für Sozialpädagogik, Sozialarbeit und Wohlfahrtswissenschaften der TU Dresden. Seit 2017 ist er im Ruhestand.
Niemeyer ist Mitherausgeber (u. a. zusammen mit Micha Brumlik, Hajo Funke und Franz-Michael Konrad) der Buchreihe Bildung nach Auschwitz beim Verlag Beltz/Juventa, Kolumnist bei der Internetzeitschrift haGalil sowie seit 2003 geschäftsführender Herausgeber  der von ihm begründeten Zeitschrift für Sozialpädagogik.
Er war Mitglied in der Deutschen Gesellschaft für Erziehungswissenschaft (1980–2012) und der Nietzsche-Gesellschaft (1994–2012), der er 2019 erneut beitrat, um 2022 wieder auszutreten.
Niemeyer ist Neffe des niedersächsischen CDU-Landespolitikers Günther Niemeyer.

## Forschungsschwerpunkte
Neben seiner Forschung mit dem allgemeinen Schwerpunkt Sozialpädagogik ist er ein international anerkannter Nietzscheforscher.
Weitere Schwerpunkte sind:
- Worauf nehmen Sozialpädagoginnen und Sozialpädagogen in ihrem Denken und Handeln Bezug (Theorietraditionen, Personen)?
- Welche sozialkulturellen Entstehungszusammenhänge haben diese Bezugnahmen, welchem Wandel unterliegen sie (etwa hinsichtlich 'Hilfe', 'Kulturkritik')?
- Welche Sozialdiskurse werden übergangen?
- Welche Handlungs- und Theorieorientierungen sind in der Sozialpädagogik möglich?
- Heimerziehung (Praxiserfahrung, professionelles Handeln und Theoriebildung)
- Jugendbewegung und Sozialpädagogik
- Psychoanalyse und Sozialpädagogik
- Pädagogische Nietzsche-Rezeption

Niemeyer veröffentlicht außerdem zur Neuen Rechten bzw. AfD.

## Werk
Wichtige Werke sind sein Buch Klassiker der Sozialpädagogik. Einführung in die Theoriegeschichte einer Wissenschaft (1998), das von ihm herausgegebene Nietzsche-Lexikon (2009) sowie die kritische Gesamtdarstellung Die dunklen Seiten der Jugendbewegung. Vom Wandervogel zur Hitlerjugend (2013) als auch sein Buch Sozialpädagogik als Sexualpädagogik. Beiträge zu einer notwendigen Neuorientierung des Faches als Lehrbuch (2019). Anerkennung fand auch Niemeyers Buch Nietzsches Syphilis – und die der Anderen. Eine Spurensuche (2020), seine Studie „Schwarzbuch Neue/Alte Rechte. Glossen, Essays, Lexikon“ (2021) sowie seine Untersuchung Sex, Tod, Hitler. Eine Kulturgeschichte der Syphilis (1500-1947) am Beispiel von Werken vor allem der französischen und deutschsprachigen Literatur (2022).

## Veröffentlichungen (Auswahl)
- Kritische Psychologie und Psychoanalyse. Therapie, Theorie, Politik. Campus, Frankfurt am Main/New York 1981, ISBN 3-593-32933-6.
- (Hrsg., zusammen mit Wolfgang Schröer und Lothar Böhnisch): Grundlinien Historischer Sozialpädagogik. Traditionsbezüge, Reflexionen und übergangene Sozialdiskurse. Juventa, Weinheim/München 1997, ISBN 3-7799-1302-X.
- Klassiker der Sozialpädagogik. Einführung in die Theoriegeschichte einer Wissenschaft. Juventa, Weinheim/München 1998, ISBN 3-7799-0358-X.
  - 2., überarbeitete und erweiterte Auflage. Juventa, Weinheim/München 2005, ISBN 3-7799-0358-X.
  - 3., aktualisierte Auflage. Juventa, Weinheim/München 2010, ISBN 978-3-7799-0358-1.
- Nietzsches andere Vernunft. Psychologische Aspekte in Biographie und Werk. Wissenschaftliche Buchgesellschaft, Darmstadt 1998, ISBN 3-534-13882-1.
- (Hrsg., zusammen mit Heiner Drerup, Jürgen Oelkers und Lorenz von Pogrell): Nietzsche in der Pädagogik? Beiträge zur Rezeption und Interpretation. Deutscher Studienverlag, Weinheim 1998, ISBN 3-89271-828-8.
- Theorie und Praxis der Sozialpädagogik. Votum, Münster 1999, ISBN 3-933158-13-3.
- Nietzsche, die Jugend und die Pädagogik. Eine Einführung. Juventa, Weinheim/München 2002, ISBN 3-7799-1087-X.
- Sozialpädagogik als Wissenschaft und Profession. Grundlagen, Kontroversen, Perspektiven. Juventa, Weinheim/München 2003, ISBN 3-7799-1702-5.
- Friedrich Nietzsches „Also sprach Zarathustra“. Wissenschaftliche Buchgesellschaft, Darmstadt 2007, ISBN 978-3-534-19517-6.
- (Hrsg.): Nietzsche-Lexikon. Wissenschaftliche Buchgesellschaft, Darmstadt 2009, ISBN 978-3-534-20844-9.
  - 2., durchgesehene und erweiterte Auflage. Wissenschaftliche Buchgesellschaft, Darmstadt 2011, ISBN 978-3-534-24028-9.
  - (Hrsg.): Diccionario Nietzsche. Conceptos, obras, influencias y lugares. Editorial Biblioteca Nueva, Madrid 2012, ISBN 978-84-9940-297-0.
  - (Hrsg.): Léxico de Nietzsche. Edições Loyola, São Paulo 2014, ISBN 978-85-15-04129-9.
  - (Hrsg.): Dicconario de Nietzsche. Malpaso Edit, Barcelona 2021, ISBN 978-84-9940-297-0.
- Nietzsche verstehen. Eine Gebrauchsanweisung. Lambert Schneider, Darmstadt 2011, ISBN 978-3-650-23823-8.
- Friedrich Nietzsche (= Suhrkamp Basisbiographie 52). Suhrkamp, Berlin 2012, ISBN 978-3-518-18252-9.
- (Hrsg.): Nietzsche: Die Hauptwerke. Ein Lesebuch. A. Francke, Tübingen 2012, ISBN 978-3-7720-8453-9.
- Nietzsche. Werk und Wirkung eines freien Geistes. Lambert Schneider, Darmstadt 2013, ISBN 978-3-650-25471-9.
- Die dunklen Seiten der Jugendbewegung. Vom Wandervogel zur Hitlerjugend. A. Francke, Tübingen 2013, ISBN 978-3-7720-8488-1.
  - 2., durchgesehene Auflage. UVK, München 2022. ISBN 978-3-7398-3217-3.
- (Hrsg., zusammen mit Sigmar Stopinski, Caroline Eisold, Sven Werner und Sandra Wesenberg): Friedrich Nietzsche. Wissenschaftliche Buchgesellschaft, Darmstadt 2014, ISBN 978-3-534-26449-0.
- Sozialpädagogisches Verstehen verstehen. Eine Einführung in ein Schlüsselproblem Sozialer Arbeit. Beltz Juventa, Weinheim/Basel 2015, ISBN 978-3-7799-2978-9.
- Mythos Jugendbewegung. Ein Aufklärungsversuch. Beltz Juventa, Weinheim/Basel 2015, ISBN 978-3-7799-3280-2.
  - 2., korrigierte Auflage. Beltz Juventa, Weinheim/Basel 2018, ISBN 978-3-7799-3823-1.
- Nietzsche als Erzieher. Pädagogische Lektüren und Relektüren. Beltz Juventa, Weinheim/Basel 2016, ISBN 978-3-7799-3371-7.
- Nietzsche auf der Couch. Psychologische Lektüren und Relektüren. Beltz Juventa, Weinheim/Basel 2017, ISBN 978-3-7799-3424-0.
- (Hrsg., zusammen mit Eric Mührel und Sven Werner): Capability Approach und Sozialpädagogik. Eine heilige Allianz? Beltz Juventa, Weinheim/Basel 2017, ISBN 978-3-7799-3370-0.
- Sozialpädagogik als Sexualpädagogik. Beiträge zu einer notwendigen Neuorientierung des Faches als Lehrbuch. Beltz Juventa, Weinheim Basel 2019, ISBN 978-3-7799-6014-0.
- „Auf die Schiffe, ihr Philosophen!“ Friedrich Nietzsche und die Abgründe des Denkens. Verlag Karl Alber, Freiburg/München 2019, ISBN 978-3-495-49044-0.
- Nietzsches Syphilis – und die der Anderen. Eine Spurensuche. Verlag Karl Alber, Freiburg/München 2020, ISBN 978-3-495-49064-8.
- Schwarzbuch Neue/Alte Rechte. Glossen, Essays, Lexikon. Beltz Juventa, Weinheim/Basel 2021. ISBN 978-3-7799-6442-1.
- Sex, Tod, Hitler. Eine Kulturgeschichte der Syphilis (1500–1947) am Beispiel von Werken vor allem der französischen und deutschsprachigen Literatur (= Beiträge zur Literaturtheorie und Wissenspoetik, Bd. 25). Universitätsverlag Winter, Heidelberg 2022, ISBN 978-3-8253-4945-5.
- Die AfD und ihr Think Tank im Sog von Trumps und Putins Untergang. Eine Analyse mit Denk- und Stilmitteln Nietzsches. Beltz/Juventa, Weinheim Basel 2023, ISBN 978-3-7799-7618-9.
- Nietzsche, New School. Alles, was man von diesem Genie wissen muss, um ob seiner dunklen Seiten nicht zu verzweifeln. Verlag Karl Alber, Baden-Baden 2023, ISBN 978-3-495-99603-4.
- Also sprach Zarathustra, New School. Alles, was man von dieser genialen Dichtung wissen muss, um ob ihrer Komplexität nicht zu verzweifeln. Verlag Karl Alber, Baden-Baden 2024, ISBN 978-3-495-99870-0.

## Sekundärliteratur
- W. Schröer, M. Winkler (Hrsg.): Theoretiker als Forscher. Zum Umgang sozialpädagogischer Forschung mit ihren Theorien (= Zeitschrift für Sozialpädagogik, 1. Beiheft). Beltz Juventa, Weinheim/Basel 2012, ISBN 978-3-7799-0995-8.
- S. Wesenberg, K. Bock, W. Schröer (Hrsg.): Verstehen: eine sozialpädagogische Herausforderung. Beltz Juventa, Weinheim/Basel 2018, ISBN 978-3-7799-3844-6.